# ORION (DAW)
ORIONとは、Synapse Audio Software社のDAWである。
このソフトウェアは、作曲／編曲からミキシング／マスタリングまでの、音楽制作に於けるあらゆるステージに対応する。
マルチトラック・レコーディング、ジェネレーター、エフェクト、そしてサブ・バスを含むミキシング・コンソールを含み、伝統的なリニア・シーケンス、そしてパターン・ベースのシーケンスの両方をサポートする。
VST、DirectX、そしてReWire等の外部インターフェースに対応し、オーディオ出力の解像度は16bit/44.1kHzから32bit/192kHzステレオまでを扱える。

## 機能

### ジェネレータ
ORIONは以下の様なジェネレータを内蔵しています（バージョン7における例）：

#### Toxic III
Toxic synthの後継版。モジュレーション・マトリクス及びマルチ・エフェクト、そしてパワフルなステップ・シーケンサを内蔵した6オペレータのFMシンセサイザー。
現在Image-Line社の外部開発者として働くMaxx Clasterによってライセンスされている。Synapse Audio社にToxic IIIをライセンスした時点では、彼はまだImage-Line社に雇用されていない。

#### Toxic II
バージョン7にToxic IIIが含まれてからも、未だToxic IIも含まれている。
高度に洗練されたFMシンセサイザで、素晴らしいアトモスフィア系Pad、ストリングス及びリード・サウンドを作れる。
現在Image-Line社の外部開発者として働くMaxx Clasterによってライセンスされている。Synapse Audio社にToxic IIをライセンスした時点では、彼はまだImage-Line社に雇用されていない。

#### Tomcat
汎用的なドラム・シンセサイザ――XR-909と違い、Tomcatは具体的なドラム・サウンドよりも、汎用的なパーカッシヴ・サウンドの為に設計された。

#### Sampler
ポピュラーなフォーマットによる、プロフェッショナルなマルチサンプル・パッチを使って作曲する。
WAVファイルをロードしてフィルターやモジュレータで加工する。

#### Ultran
高度なサンプル・ベースのモーフィング・シンセサイザで、完璧なアトモスフィア系Pad、ストリングス・サウンドを作れる。

#### Wasp XT
歴史
Waspのルーツは、フリーのスタンドアロンなソフトシンセ、TS-404に由来する。それはリチャード・ホフマン（今ではSynapse Audio社を支える主な原動力である）によって作られ、その後Image-Line社のFL Studioへとライセンスされた。後にTS-404はWaspの最初のバージョンへと発展した。WaspはORIONの初期バージョンに含まれ、そしてまた、Fruity Loopsのアドオン、そしてVSTiプラグインとして販売するImage-Line社へもライセンス供与された。
WaspはSynapse Audio社とSonic Syndicateにより、ORIONの一部として開発が続けられた。Wasp、Wasp XTのメジャー・アップデートは、ORION PLATINUMの最初のバージョンと共に2002年にリリースされた。Image-Line社バージョンのWaspは、2006年にリリースされたFL Studioのバージョン6までアップデートされなかった（その際Wasp XTへと名称変更された）。その後のImage-Line版とSynapse Audio版が同じコードを使用しているかは定かではない。

#### Drums
サンプルを使って洗練されたドラム・パターンを簡単に編集する。
作成して保存したドラムキットは簡単に再利用出来る。

#### Monobass
ヴィンテージなアナログ・ベース・シンセサイザのクラシックな音色を再生――ディープでパワフルなベース音から、甲高くうねるアシッド・ラインまで。
ローランド・TB-303のエミュレーション

#### XR-909
ヴィンテージなアナログ機器から選ばれた、クラシックな音色を再生する、ヴァーチャル・ドラム・ボックス。
ローランド・TR-909のエミュレーション

#### Wavefusion
デジタル・ウェーブテーブル・トランスフォーメーションを基礎に、このシンセサイザは、多くのモジュレーションの可能性を持つ、豊富なPadやリードを提供する。

#### Screamer
オーバードライヴ及び特別なアクセント+スライド回路を備えた、2オシレータのバーチャルアナログ音源モノシンセ。

#### Plucked String
撥弦楽器をエミュレートするフィジカル・モデリング・シンセサイザ。

#### MIDI Out
外部MIDI機器、またはループバック・デバイスを通じて内部MIDIシンセを演奏、制御する。